# Knut Kiesant
Knut Kiesant (* 9. Mai 1943 in Berlin-Spandau; † 19. März 2022) war ein deutscher Germanist und Hochschullehrer.

## Leben
An der PH Potsdam studierte er Germanistik, Anglistik und Pädagogik. Er wurde 1974 promoviert. Er habilitierte sich 1983. Ab 1989 lehrte er als Professor für Geschichte der Deutschen Literatur an der PH Potsdam.

## Schriften (Auswahl)
- Konfliktgestaltung und Menschenbild in Andreas Gryphius' Trauerspiel „Großmüttiger Rechts-Gelehrter/Oder Sterbender Aemilius Paulus Papinianus“. Potsdam 1974, OCLC 838483369.
- Funktion und Entwicklungstendenzen der deutschsprachigen Lyrik in der zweiten Hälfte des 17. Jahrhunderts. Potsdam 1983, OCLC 720996115.
- Science Fiction im Barock. Der Fliegende Wandersmann nach dem Mond (1659). In: Science & Fiction II. Leben auf anderen Sternen. Herausgegeben von Thomas P. Weber. Seite 41–61. Fischer Taschenbuch Verlag, Frankfurt am Main 2004, ISBN 978-3-59615-952-9.